# Marsassoum
Marsassoum (także Marsasum) – miasto w Senegalu, w regionie Sédhiou. Według danych szacunkowych na rok 2010 liczy 7 519 mieszkańców.